# Huntington Beach
Huntington Beach ist eine Küstenstadt im südkalifornischen Orange County mit 198.711 Einwohnern (Stand: 2020). Huntington Beach ist bekannt für seinen langen Pazifikstrand, der sehr gute Möglichkeiten zum Surfen bietet. Daher führt die Stadt auch den inoffiziellen Beinamen Surf City. Neben dem Tourismus ist die Förderung von Erdöl ein wichtiger Wirtschaftszweig.
Huntington Beach ist ein Wohnort von berühmten Surfern und Skateboardern.

## Geschichte
Das Gebiet wurde ursprünglich vom Indianervolk Tongva besetzt. Der erste europäische Siedler war der spanische Soldat Manuel Nieto. 1784 wurde ihm Land als eine Belohnung seines Militärdienstes zugeteilt.
Die Seebrücke in Huntington Beach wurde im Jahre 1904 gebaut. Huntington Beach selbst wurde am 17. Februar 1909 registriert. Der erste Bürgermeister war Ed Manning.
In den ersten Jahren war die Gemeinde landwirtschaftlich orientiert. In den frühen 1920er Jahren wurden große Ölfelder entdeckt. Die Förderung expandierte in Strandnähe so stark, dass viele Bewohner nach Midway City einige Kilometer weiter nördlich umgesiedelt wurden.
1906 wurde die erste Oberschule, Huntington Beach High School gebaut. Meadowlark Airport existierte von den 1940er bis 1989.
2023 fand zum siebten Mal die Pacific Air Show am Pier von Huntington Beach statt, wie jedes Jahr am letzten Wochenende im September. Sie gilt als die größte US Air Show.

## Demographie
Die Volkszählung von 2010 ergab eine Bevölkerungszahl von 189.992, im Jahr 2000 lag sie bei 189.594. Die Einwohnerzahl stieg damit binnen dieses Jahrzehnts nur um rund 400 an. Im Vergleich zu anderen Städten in Kalifornien ist dieser Bevölkerungszuwachs damit gering. Nahezu die Hälfte der Bevölkerung, nämlich 45 Prozent, hat einen hispanischen Hintergrund. Die Zahl der sogenannten Latinos vergrößerte sich damit seit 2000 deutlich, als diese Bevölkerungsgruppe noch nur gut 32 Prozent ausmachte. Rund drei Viertel der Einwohner sind Weiße, Latinos machen 17 Prozent aus. Andere Ethnien wie Afroamerikaner oder Asiaten sind Minderheiten in der städtischen Bevölkerung.
Die Anzahl der Haushalte betrug nach der Volkszählung 2010 74.582. Auf 100 Frauen kamen 98,5 Männer, das Medianalter lag bei 40,2 Jahren.

## Klima
Das Klima in Huntington Beach ist sehr mediterran geprägt. Die Sommer sind niederschlagsarm und fallen meist heiß aus. Tagestemperaturen von über 30 Grad Celsius sind mehr Regel als Ausnahme. Auch 40 Grad können in den Sommermonaten erreicht werden. Die Winter sind bedingt durch die Küstenlage meist sehr mild, Frost kommt in Huntington Beach kaum vor, die mittlere Temperatur im Dezember und Januar liegt zwischen 10 und 18 Grad. Die Wintermonate zeichnen sich neben milden Temperaturen insbesondere durch deutlich mehr Regen aus. Im gesamten Jahr fallen im Mittelwert 295 mm, davon verteilt sich der größte Anteil auf die Monate Oktober bis April.

## Persönlichkeiten

### Söhne und Töchter der Stadt
- Eric Lindroth (1951–2019), Wasserballspieler
- Cara Lott (1961–2018), Pornodarstellerin
- John Hussey (* 1964), NFL-Schiedsrichter
- Greg Oravetz (* 1966), Radrennfahrer
- Brian Carroll / Buckethead (* 1969), Gitarrist und Multiinstrumentalist
- Michael Arrington (* 1970), Gründer und ehemaliger Chefredakteur von TechCrunch
- Jason Lee (* 1970), Schauspieler und Produzent
- Keri Kelli (* 1971), Gitarrist
- Tito Ortiz (* 1975), Mixed-Martial-Arts-Kämpfer
- Brooke Miller (* 1976), Radrennfahrerin
- Cori Schumacher (* 1977), Surferin
- Adam Wright (* 1977), Wasserballspieler
- Ethan Embry (* 1978), Schauspieler
- Lauren German (* 1978), Schauspielerin
- Ali Hillis (* 1978), Schauspielerin
- Amy Grabow (* 1979), Schauspielerin
- Chanda Gunn (* 1980), Eishockeytorhüterin
- Beau Bokan (* 1981), Metalmusiker
- Michael Patrick Carter (* 1981), Schauspieler
- The Rev (1981–2009), Musiker und Songwriter
- Matt Costa (* 1982), Sänger und Songwriter
- Eva Angelina (* 1985), Pornodarstellerin und Model
- Jayden Cole (* 1985), US-amerikanische Pornodarstellerin und Schauspielerin irischer und libanesischer Herkunft
- Rachel Wong Walker (* 1985), Beachhandballspielerin
- Brandy Aniston (* 1986), Pornodarstellerin
- Rhett Rakhshani (* 1988), US-amerikanisch-iranischer Eishockeyspieler
- Jasmine Tookes (* 1991), Model
- Brent Rivera (* 1998), Schauspieler und YouTuber
- Sasha Chmelevski (* 1999), Eishockeyspieler
- Jenna Nighswonger (* 2000), Fußballspielerin

### Persönlichkeiten mit Bezug zur Stadt
- Walter Trout (* 1951), Blues-Gitarrist
- Jürgen Klinsmann (* 1964), ehemaliger deutscher Fußballspieler und -trainer, lebt mit seiner Familie in Huntington Beach[5]
- Dexter Holland (* 1965), Sänger, Gitarrist und Songwriter der Punkband The Offspring
- Paul Walker (1973–2013), Schauspieler
- Wee Man (* 1973), Darsteller der Show Jackass
- Mitch Lucker (1984–2012), ehemaliger Sänger von Suicide Silence

### Musik-Bands
- Guttermouth (gegründet 1988), Punkrock-Band
- Avenged Sevenfold (gegründet 1999), Metal-Band

## Bildergalerie

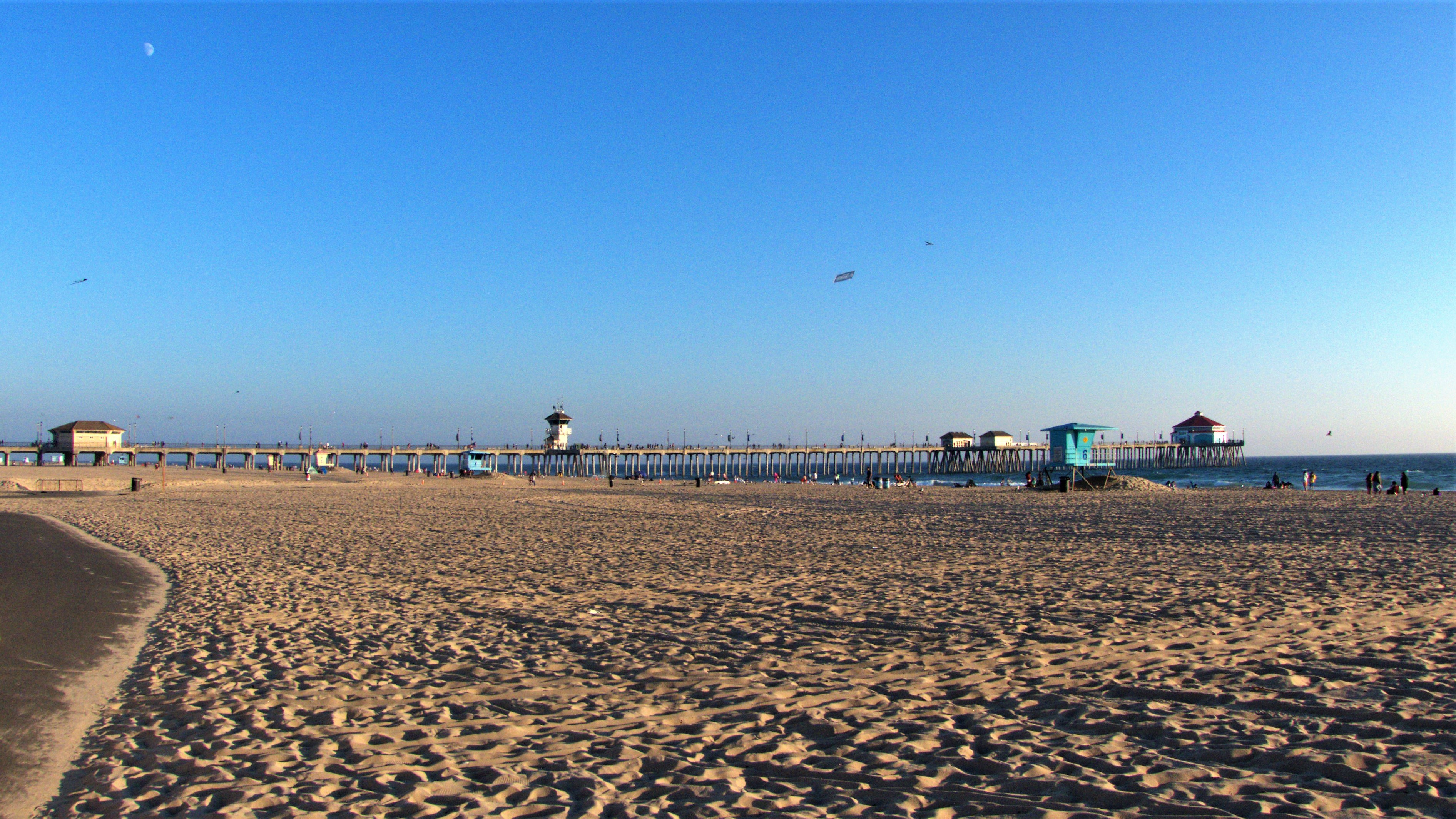
Huntington State Beach nahe dem Pier
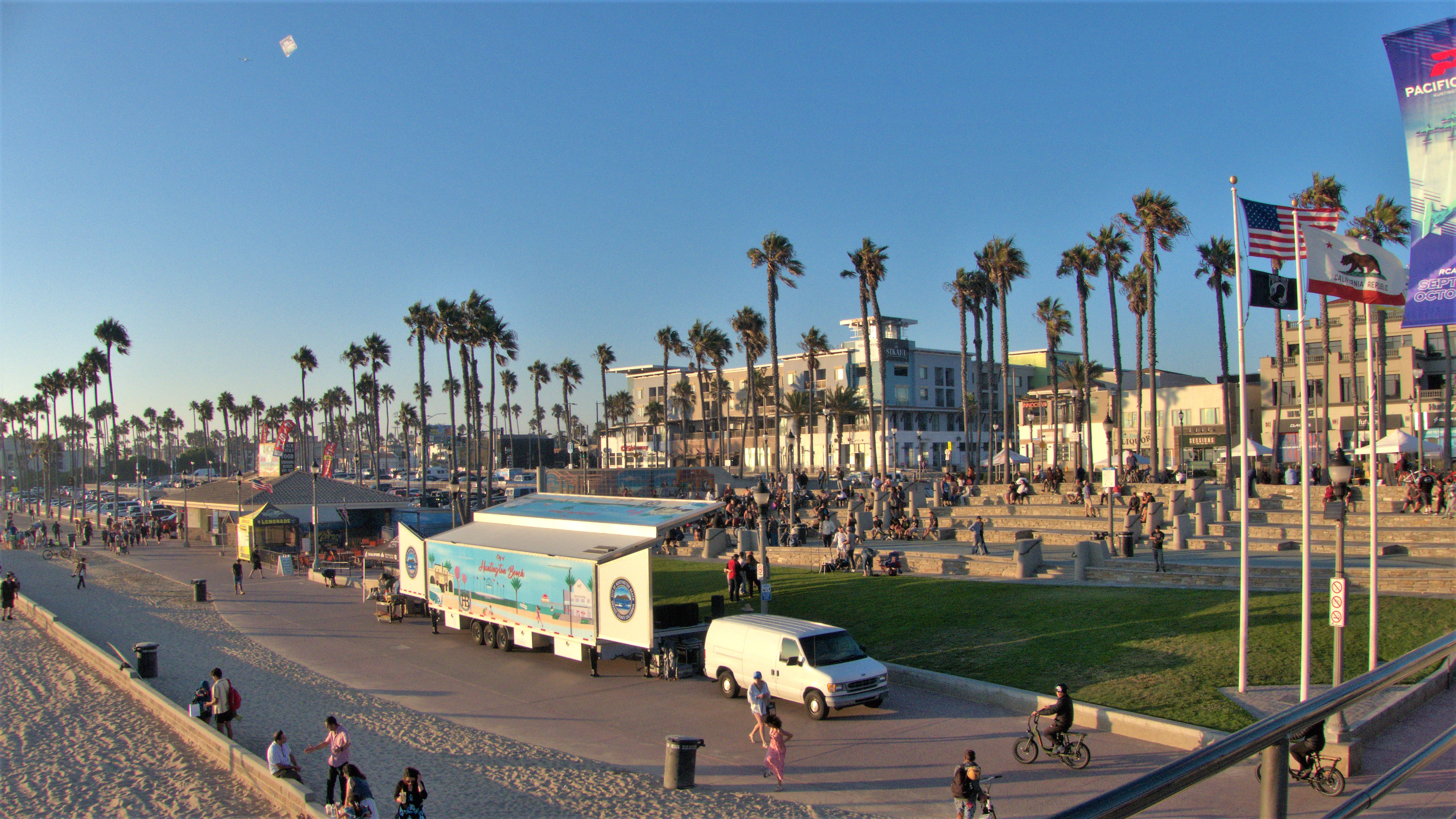
Huntington Beach, am Pier
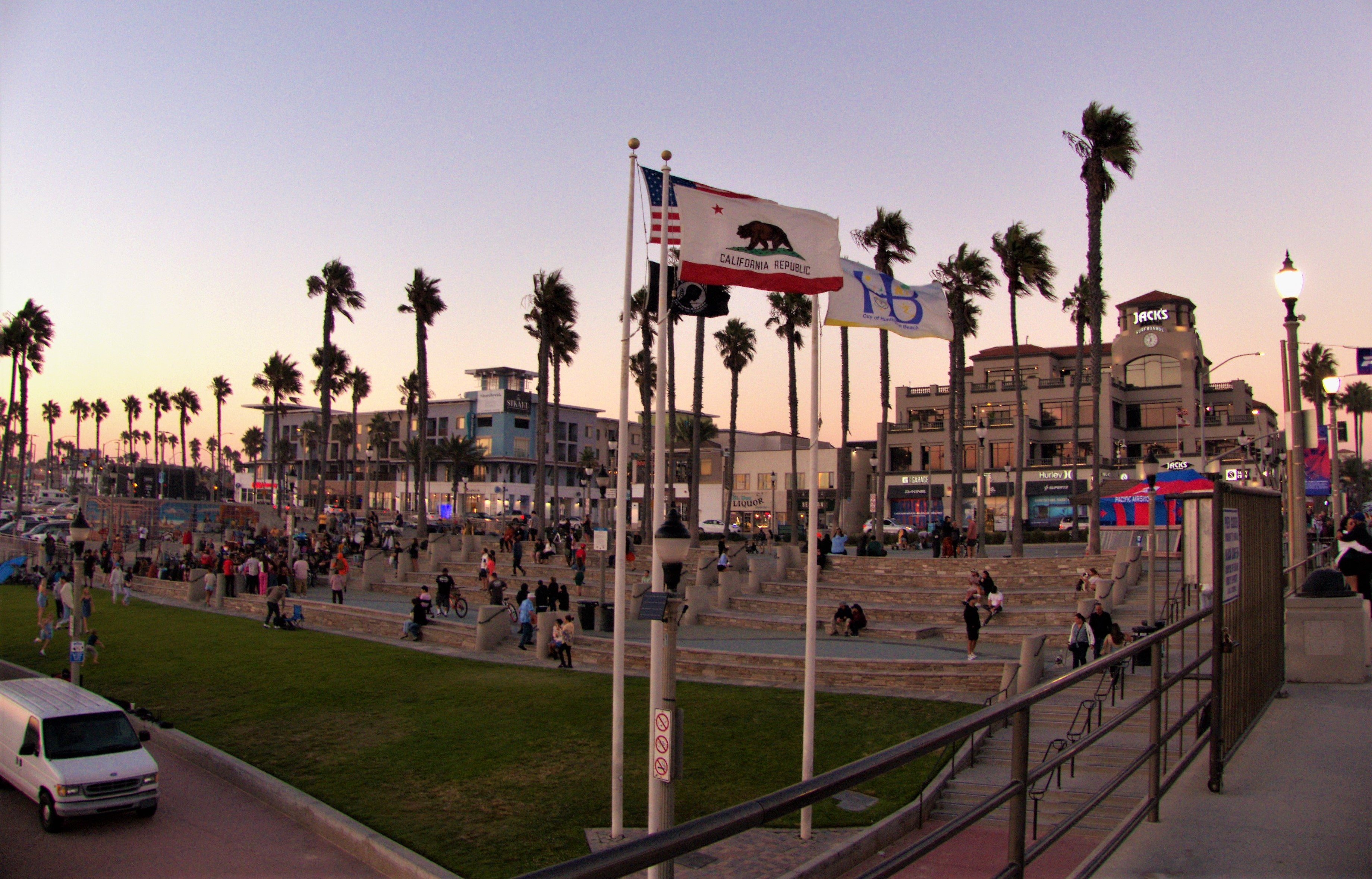
Am Pier, Abendstimmung
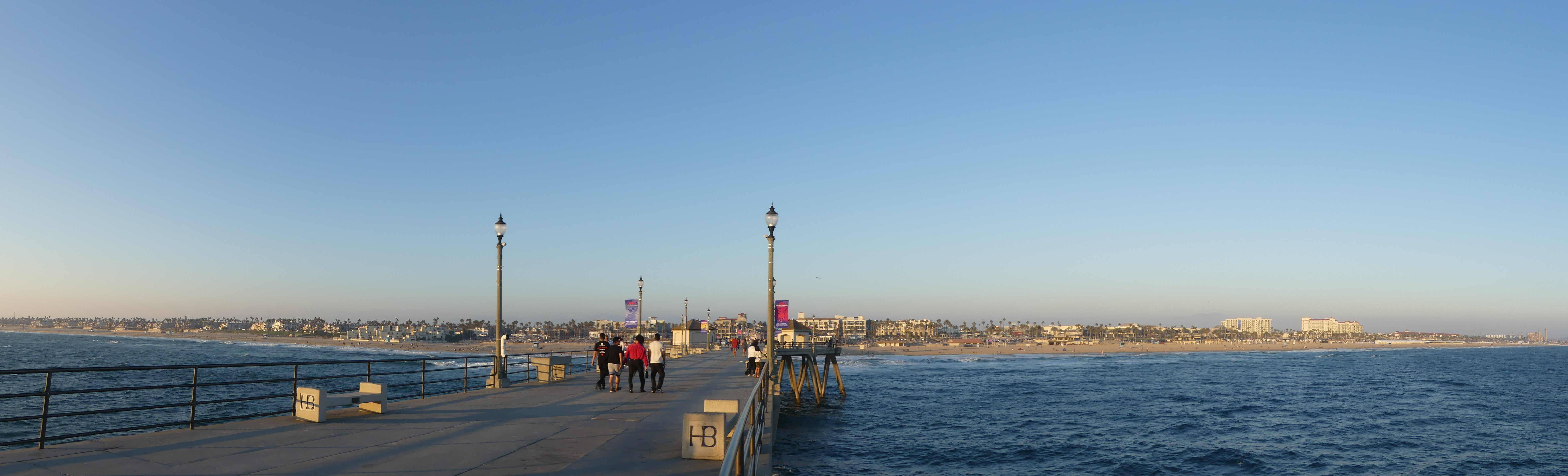
Panorama View vom Pier
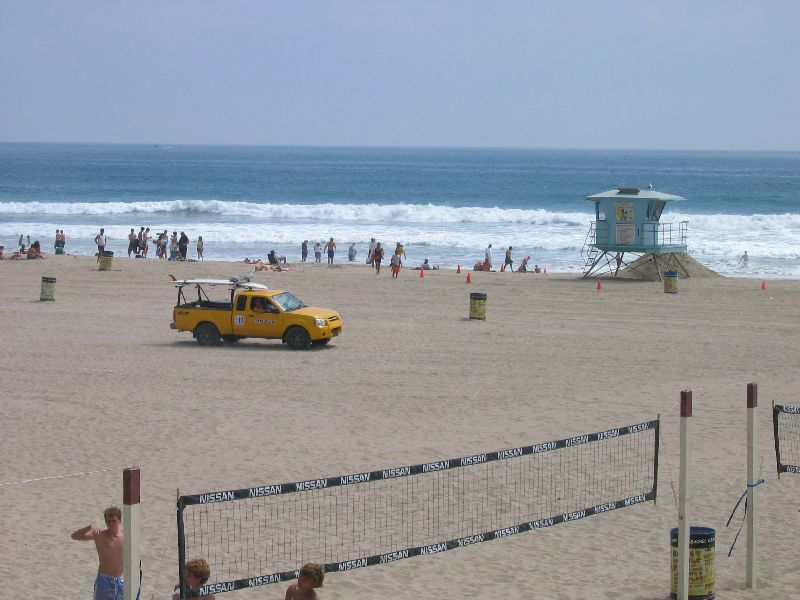
Huntington State Beach nahe dem Pier
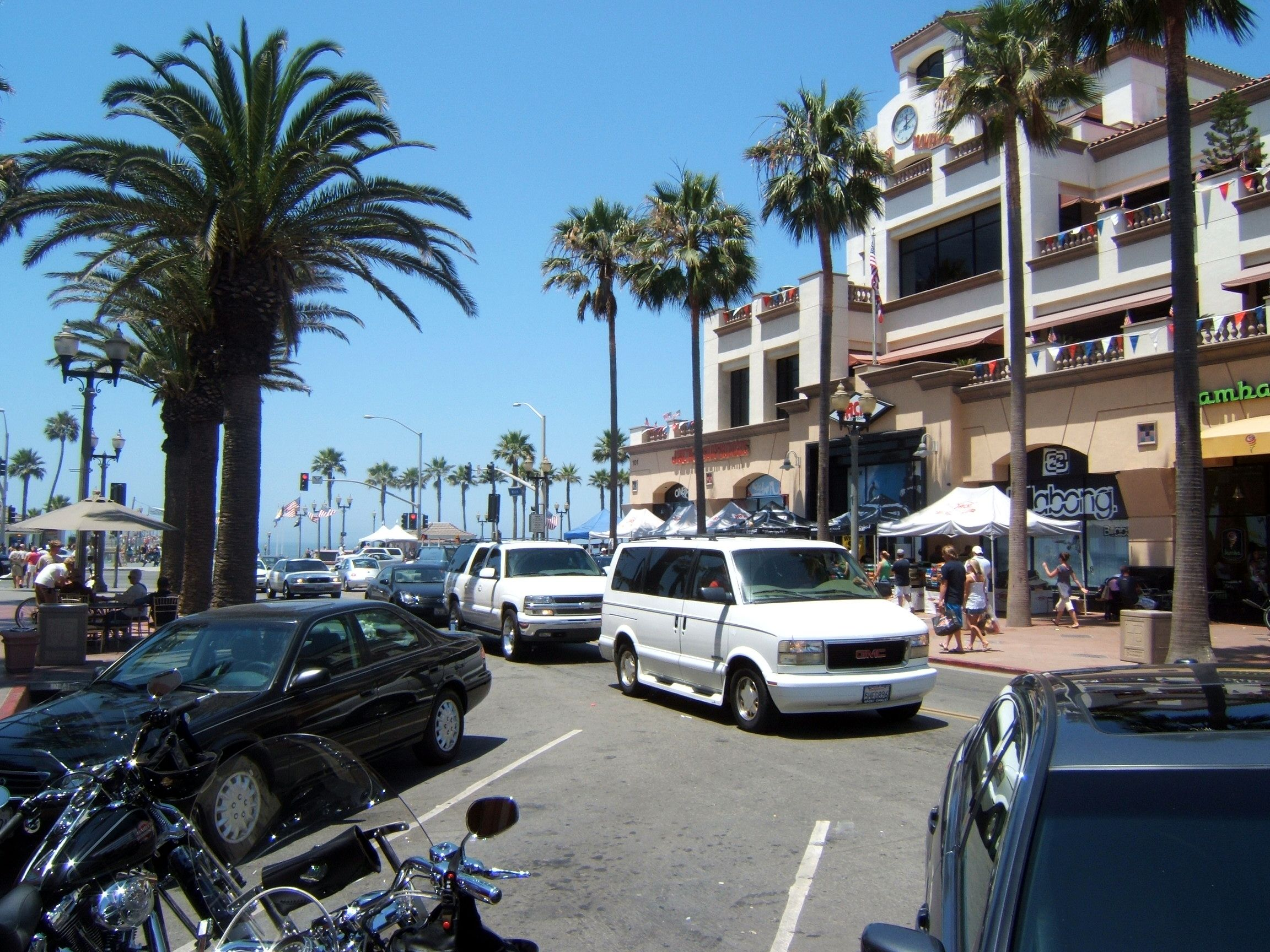
Hauptstraße Main Street nahe dem Pier
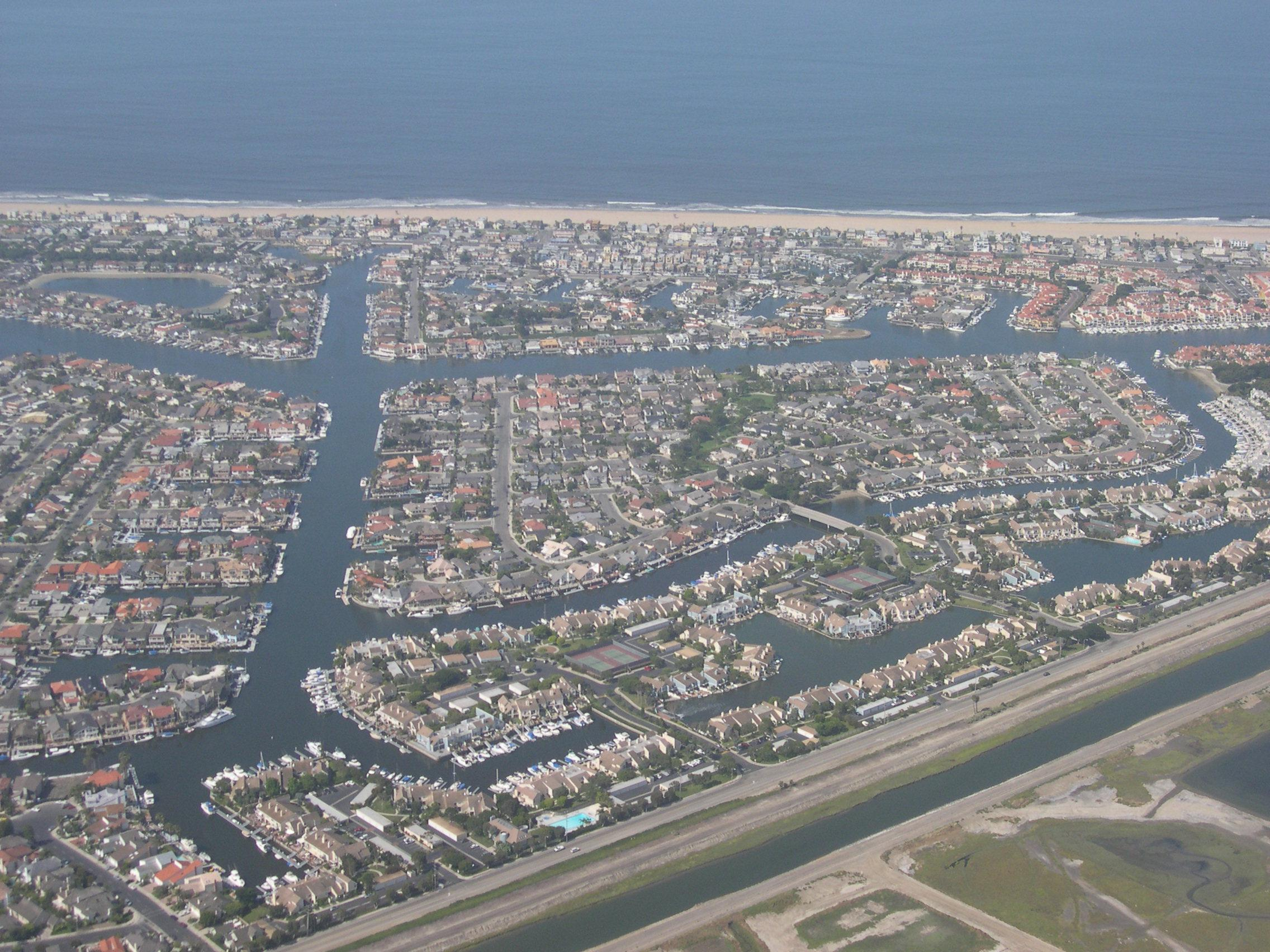
Luftbild des Stadtteils Huntington Harbour
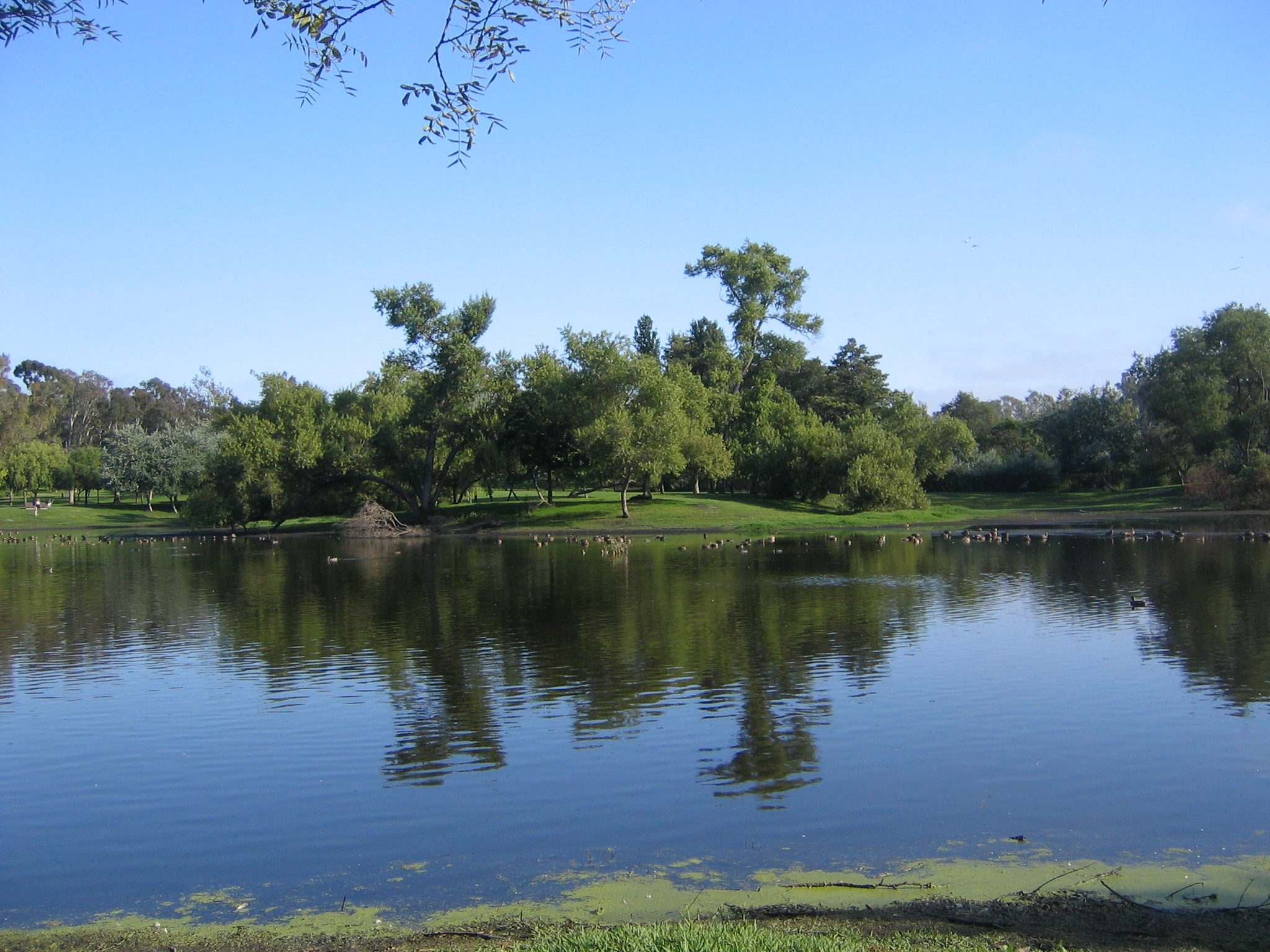
Huntington Central Park

Pacific Air Show Huntington Beach
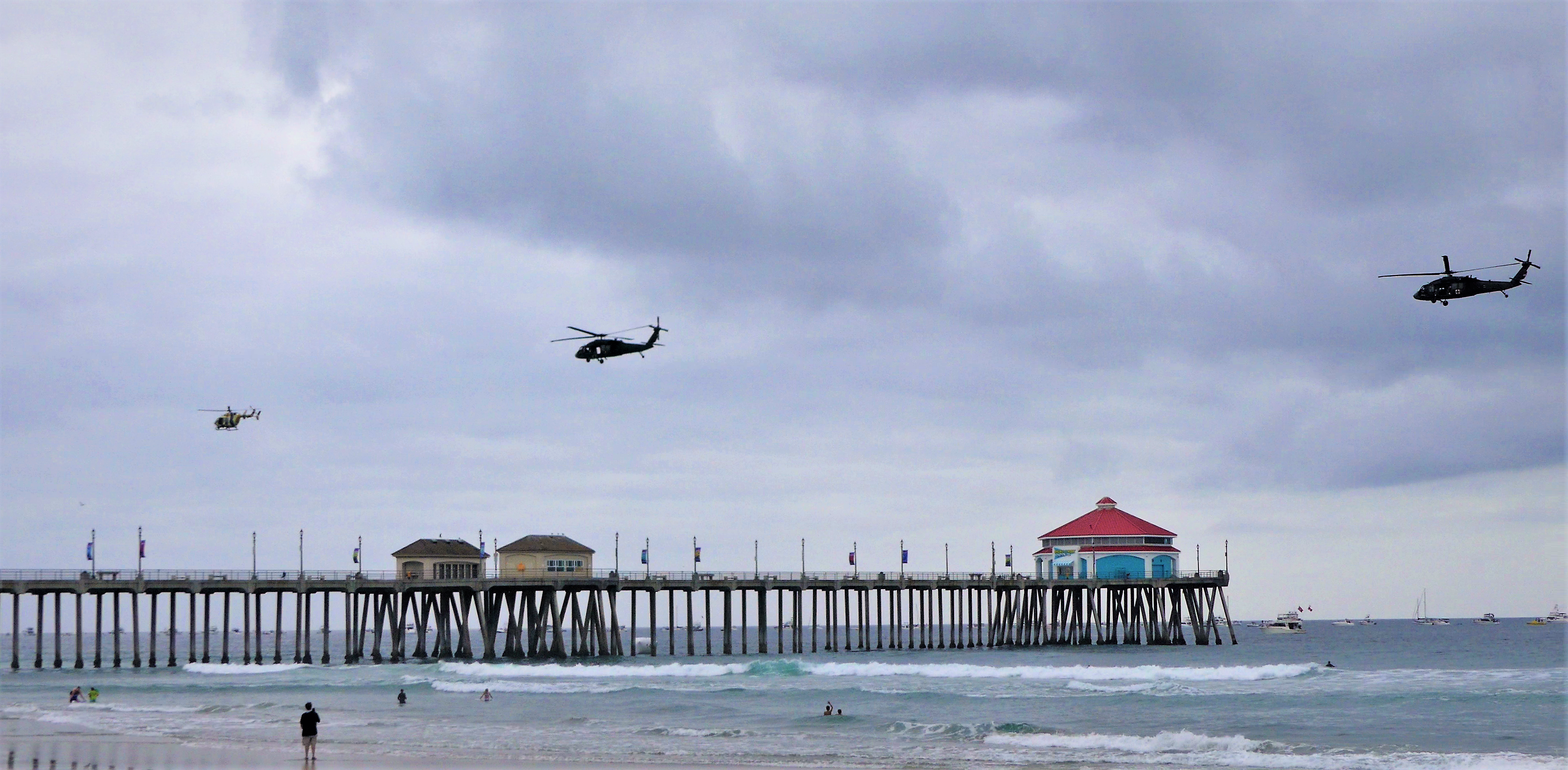
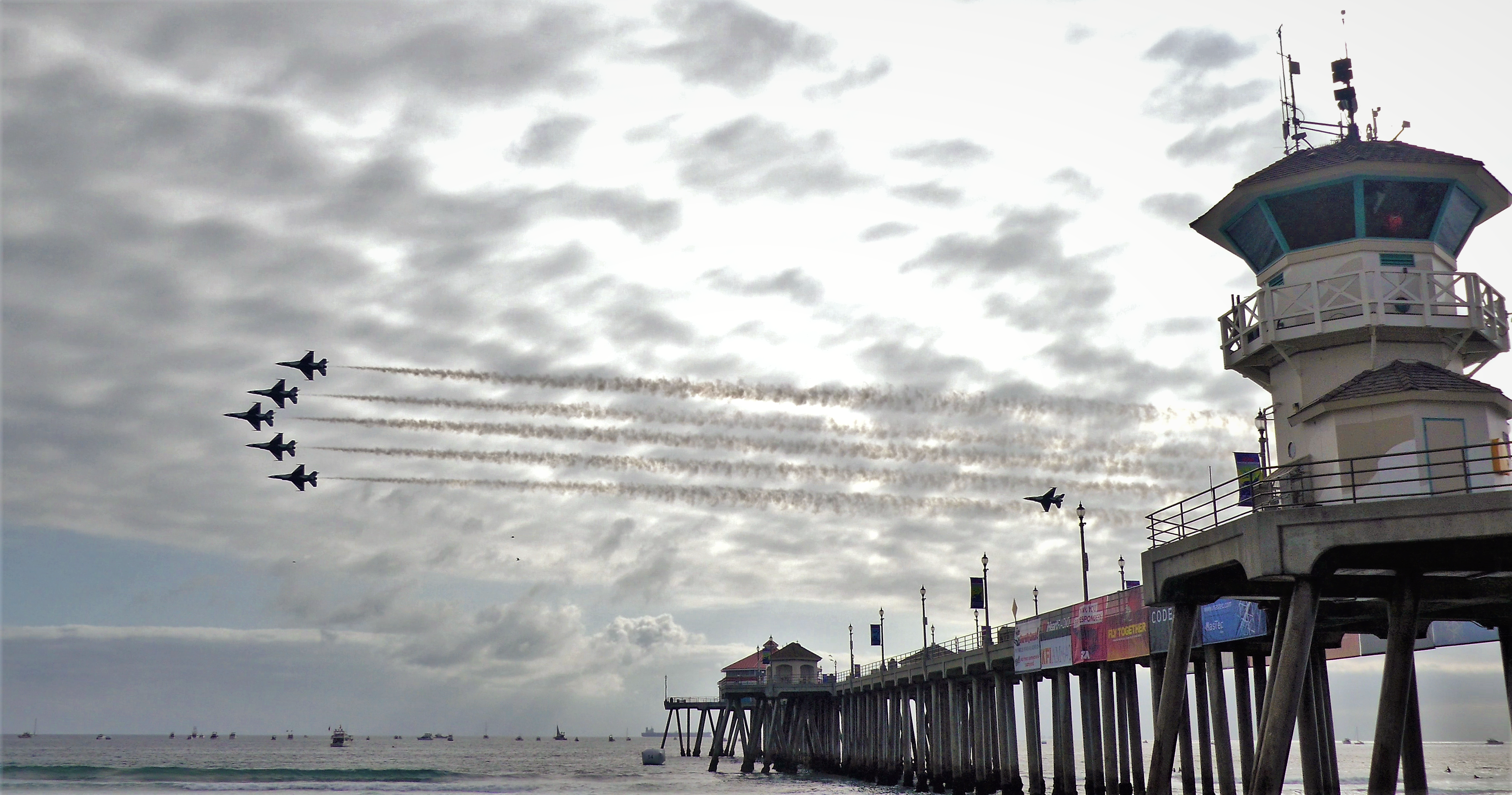
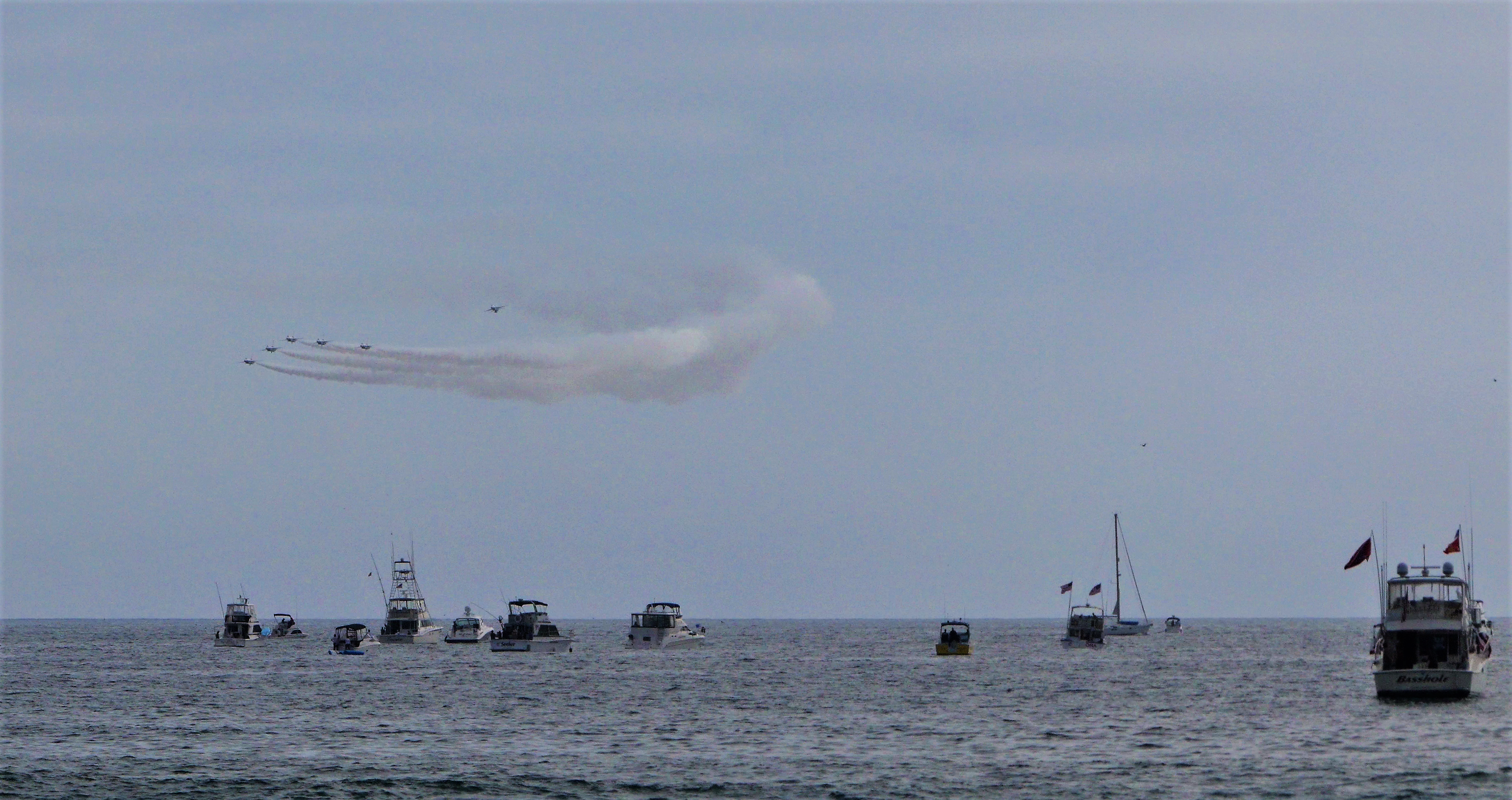
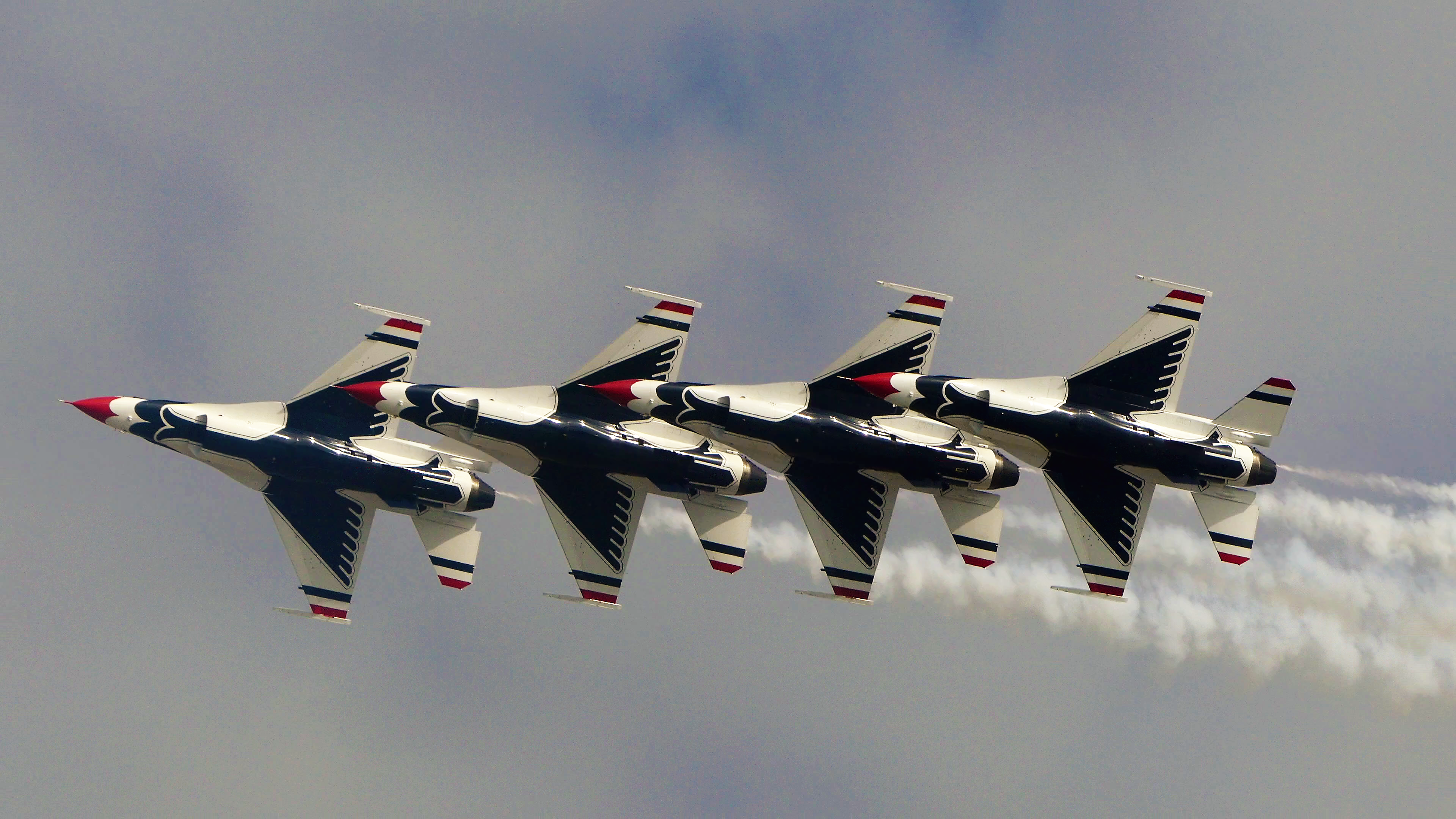
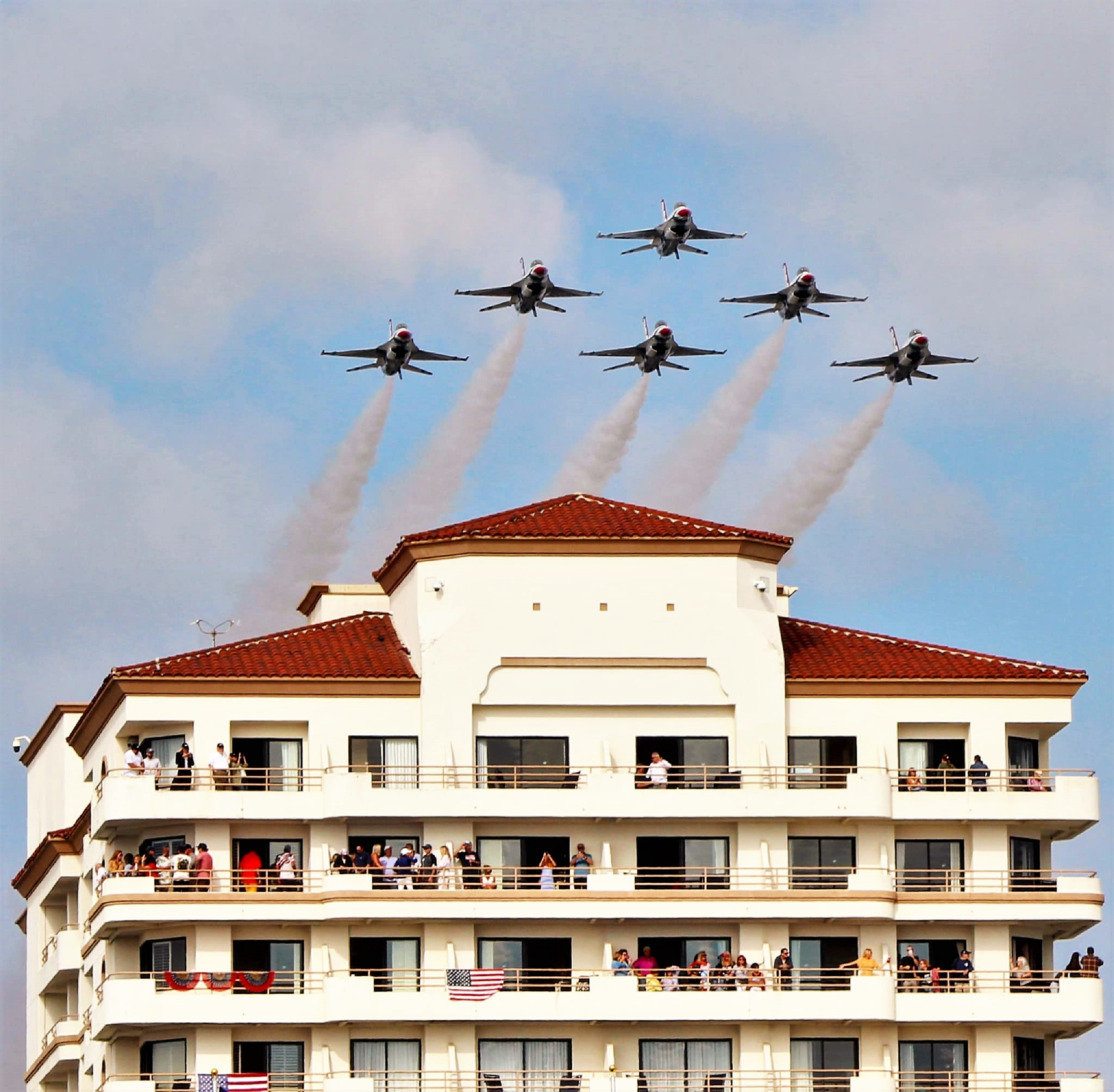